# Élections générales téneliennes de 2003

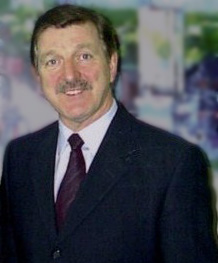
Roger Grimes, ancien premier ministre de Terre-Neuve-et-Labrador, Canada.

Les élections générales téneliennes de 2003 se déroule le 21 octobre 2003 afin d'élire les 28 députés à la Chambre d'assemblée de la province de Terre-Neuve-et-Labrador (Canada). L'élection est déclenchée par le premier ministre Roger Grimes, chef du Parti libéral de Terre-Neuve-et-Labrador. Le Parti progressiste-conservateur, dirigé par Danny Williams, en sort vainqueur avec plus de 58 % du vote populaire, défaisant le gouvernement au pouvoir et formant un gouvernement majoritaire avec près des trois quarts des sièges à la Chambre d'assemblée.
C'est seulement la troisième fois en 54 ans, depuis que la province fait partie du Canada, que le pouvoir change de main. Parmi les dix-sept membres du cabinet provincial, sept sont défaits dans leurs circonscriptions, en plus du président de la Chambre.
Le Nouveau Parti démocratique, qui détenait deux sièges à la Chambre d'assemblée avant l'élection, espérait améliorer ce score, mais sans succès.

## Résultats
| Parti    | Parti                     | Chef                                                | Sièges                                              | Sièges                                              | Sièges                                              | Voix                                                | Voix                                                | Voix                                                |
| -------- | ------------------------- | --------------------------------------------------- | --------------------------------------------------- | --------------------------------------------------- | --------------------------------------------------- | --------------------------------------------------- | --------------------------------------------------- | --------------------------------------------------- |
| Parti    | Parti                     | Chef                                                | 1999                                                | Élus                                                | % Diff.                                             | #                                                   | %                                                   | % Diff.                                             |
|          | Progressiste-conservateur | Danny Williams                                      | 14                                                  | 34                                                  | +143 %                                              | 162 949                                             | 58,71 %                                             |                                                     |
|          | Libéral                   | Roger Grimes                                        | 32                                                  | 12                                                  | -56 %                                               | 91 729                                              | 33,05 %                                             |                                                     |
|          | NPD                       | Jack Harris                                         | 2                                                   | 2                                                   | -                                                   | 19 048                                              | 6,86 %                                              |                                                     |
|          | Labrador Party            |                                                     | -                                                   | -                                                   | -                                                   | 2 391                                               | 0,86 %                                              |                                                     |
|          | Aucune appartenance       | Aucune appartenance                                 | -                                                   | -                                                   | -                                                   | 1 421                                               | 0,51 %                                              |                                                     |
| Total    | Total                     | Total                                               | 48                                                  | 48                                                  | -                                                   | 277 538                                             | 100 %                                               |                                                     |
| Source : | Source :                  | [PDF] (en) Provincial general election report, 2003 | [PDF] (en) Provincial general election report, 2003 | [PDF] (en) Provincial general election report, 2003 | [PDF] (en) Provincial general election report, 2003 | [PDF] (en) Provincial general election report, 2003 | [PDF] (en) Provincial general election report, 2003 | [PDF] (en) Provincial general election report, 2003 |

## Source
- (en) Cet article est partiellement ou en totalité issu de l’article de Wikipédia en anglais intitulé « Newfoundland and Labrador general election, 2003 » (voir la liste des auteurs).